# Aphrodite: Les Folies Tour
Aphrodite World Tour a fost unsprezecelea turneul mondial al cântăreței australiene Kylie Minogue. Turneul s-a bazat pe albumul de studio Aphrodite (2010). Turneul s-a desfășurat în Europa, Asia, America de Nord, Australia și Africa. Minogue a declarat că turneul a fost extrem de tehnic însă a rămas oarecum intim. 
Turneul a fost cunoscut oficial sub două nume, Aphrodite: Les Folies Tour în Europa și Australia și Aphrodite Live în Asia, America de Nord și Africa. Turneul a avut încasări de ansamblu de aproximativ 60 de milioane de dolari.

## Lista pieselor interpretate
Actul 1
- "The Birth of Aphrodite" (Video Interlude)
- "Aphrodite"
- "The One"
- "Wow"

Actul 2
- "Illusion"
- "I Believe in You"

Actul 3
- "Cupid Boy"
- "Spinning Around"
- "Get Outta My Way"
- "What Do I Have to Do"

Actul 4
- "Everything Is Beautiful"
- "Slow"

Actul 5
- "Confide in Me"
- "Can't Get You out of My Head"
- "In My Arms"

Actul 6
- "Looking for an Angel"
- "Closer"
- "There Must Be an Angel"
- "Love at First Sight / Can't Beat the Feeling"
- "If You Don't Love Me"

Actul 7
- "Better the Devil You Know"
- "Better Than Today"
- "Put Your Hands Up (If You Feel Love)"

Encore
- "Million Dollar Mermaid" (Video Interlude)
- "On a Night Like This"
- "All the Lovers"

## Datele turneului
| Europa            |                  |                |                                           |
| 19 februarie 2011 | Herning          | Danemarca      | Jyske Bank Boxen                          |
| 22 februarie 2011 | Helsinki         | Finlanda       | Hartwall Areena                           |
| 23 februarie 2011 | Tallinn          | Estonia        | Saku Suurhall Arena                       |
| 25 februarie 2011 | Riga             | Letonia        | Arena Riga                                |
| 26 februarie 2011 | Vilnius          | Lituania       | Siemens Arena                             |
| 28 februarie 2011 | Hamburg          | Germania       | O2 Hamburg                                |
| 1 martie 2011     | Berlin           | Germania       | O2 World                                  |
| 2 martie 2011     | Praga            | Republica Cehă | O2 Arena                                  |
| 4 martie 2011     | Leipzig          | Germania       | Arena Leipzig                             |
| 5 martie 2011     | München          | Germania       | Olympiahalle                              |
| 6 martie 2011     | Mannheim         | Germania       | SAP Arena                                 |
| 8 martie 2011     | Milano           | Italia         | Mediolanum Forum                          |
| 9 martie 2011     | Zürich           | Elveția        | Hallenstadion                             |
| 11 martie 2011    | Toulouse         | Franța         | Zénith de Toulouse                        |
| 12 martie 2011    | Barcelona        | Spania         | Palau Sant Jordi                          |
| 14 martie 2011    | Metz             | Franța         | Galaxie Amnéville                         |
| 15 martie 2011    | Paris            | Franța         | Palais Omnisports de Paris-Bercy          |
| 17 martie 2011    | Amsterdam        | Țările de Jos  | Heineken Music Hall                       |
| 18 martie 2011    | Oberhausen       | Germania       | König Pilsener Arena                      |
| 19 martie 2011    | Antwerp          | Belgia         | Sportpaleis                               |
| 22 martie 2011    | Dublin           | Irlanda        | The O2                                    |
| 23 martie 2011    | Dublin           | Irlanda        | The O2                                    |
| 25 martie 2011    | Cardiff          | Wales          | Motorpoint Arena Cardiff                  |
| 26 martie 2011    | Cardiff          | Wales          | Motorpoint Arena Cardiff                  |
| 28 martie 2011    | Glasgow          | Scoția         | Scottish Exhibition and Conference Centre |
| 29 martie 2011    | Glasgow          | Scoția         | Scottish Exhibition and Conference Centre |
| 30 martie 2011    | Glasgow          | Scoția         | Scottish Exhibition and Conference Centre |
| 1 aprilie 2011    | Manchester       | Anglia         | Manchester Evening News Arena             |
| 2 aprilie 2011    | Manchester       | Anglia         | Manchester Evening News Arena             |
| 4 aprilie 2011    | Manchester       | Anglia         | Manchester Evening News Arena             |
| 5 aprilie 2011    | Manchester       | Anglia         | Manchester Evening News Arena             |
| 7 aprilie 2011    | Londra           | Anglia         | The O2 Arena                              |
| 8 aprilie 2011    | Londra           | Anglia         | The O2 Arena                              |
| 9 aprilie 2011    | Londra           | Anglia         | The O2 Arena                              |
| 11 aprilie 2011   | Londra           | Anglia         | The O2 Arena                              |
| 12 aprilie 2011   | Londra           | Anglia         | The O2 Arena                              |
| Asia              |                  |                |                                           |
| 23 aprilie 2011   | Chiba            | Japonia        | Makuhari Messe                            |
| 24 aprilie 2011   | Chiba            | Japonia        | Makuhari Messe                            |
| 25 aprilie 2011   | Osaka            | Japonia        | Osaka-jō Hall                             |
| America de Nord   |                  |                |                                           |
| 28 aprilie 2011   | Montreal         | Canada         | Bell Centre                               |
| 29 aprilie 2011   | Boston           | Statele Unite  | Agganis Arena                             |
| 30 aprilie 2011   | Fairfax          | Statele Unite  | Patriot Center                            |
| 2 mai 2011        | New York City    | Statele Unite  | Hammerstein Ballroom                      |
| 3 mai 2011        | New York City    | Statele Unite  | Hammerstein Ballroom                      |
| 4 mai 2011        | New York City    | Statele Unite  | Hammerstein Ballroom                      |
| 6 mai 2011        | Atlanta          | Statele Unite  | Fox Theatre                               |
| 7 mai 2011        | Sunrise          | Statele Unite  | BankAtlantic Center                       |
| 8 mai 2011        | Orlando          | Statele Unite  | Hard Rock Live                            |
| 10 mai 2011       | Houston          | Statele Unite  | Verizon Wireless Theater                  |
| 12 mai 2011       | Ciudad de México | Mexic          | Palacio de los Deportes                   |
| 14 mai 2011       | Guadalajara      | Mexic          | Telmex Auditorium                         |
| 16 mai 2011       | Monterrey        | Mexic          | Monterrey Arena                           |
| 18 mai 2011       | Grand Prairie    | Statele Unite  | Verizon Theatre                           |
| 20 mai 2011       | Los Angeles      | Statele Unite  | Hollywood Bowl                            |
| 21 mai 2011       | San Francisco    | Statele Unite  | Bill Graham Civic Auditorium              |
| 22 mai 2011       | Las Vegas        | Statele Unite  | The Colosseum, Caesars Palace             |
| Australia         |                  |                |                                           |
| 3 iunie 2011      | Brisbane         | Australia      | Brisbane Entertainment Centre             |
| 4 iunie 2011      | Brisbane         | Australia      | Brisbane Entertainment Centre             |
| 7 iunie 2011      | Sydney           | Australia      | Sydney Entertainment Centre               |
| 8 iunie 2011      | Sydney           | Australia      | Sydney Entertainment Centre               |
| 11 iunie 2011     | Sydney           | Australia      | Sydney Entertainment Centre               |
| 14 iunie 2011     | Melbourne        | Australia      | Rod Laver Arena                           |
| 15 iunie 2011     | Melbourne        | Australia      | Rod Laver Arena                           |
| 16 iunie 2011     | Melbourne        | Australia      | Rod Laver Arena                           |
| 18 iunie 2011     | Adelaide         | Australia      | Adelaide Entertainment Centre             |
| 22 iunie 2011     | Perth            | Australia      | Burswood Entertainment Complex            |
| Asia              |                  |                |                                           |
| 25 iunie 2011     | Bangkok          | Thailand       | Muang Thong Thani                         |
| 27 iunie 2011     | Bogor            | Indonezia      | SICC Auditorium                           |
| 29 iunie 2011     | Singapore        | Singapore      | Singapore Indoor Stadium                  |
| 1 iulie 2011      | Wan Chai         | Hong Kong      | HKCEC Hall 5BC                            |
| 3 iulie 2011      | Taipei           | Taivan         | TWTC Nangang Exhibition Hall              |
| 5 iulie 2011      | Quezon City      | Filipine       | Araneta Coliseum                          |
| Africa            |                  |                |                                           |
| 8 iulie 2011      | Johannesburg     | Africa de Sud  | Sun City Super Bowl                       |
| 9 iulie 2011      | Johannesburg     | Africa de Sud  | Sun City Super Bowl                       |
| 10 iulie 2011     | Johannesburg     | Africa de Sud  | Sun City Super Bowl                       |
| 13 iulie 2011     | Cape Town        | Africa de Sud  | Grand Arena at Grand West Casino          |
| 14 iulie 2011     | Cape Town        | Africa de Sud  | Grand Arena at Grand West Casino          |